# Аеродром Брисел-југ Шарлроа
Аеродром Брисел-Југ Шарлроа (фр. Aéroport de Charleroi-Bruxelles-Sud) је друга по значају међународна ваздушна лука белгијске престонице Брисела, удаљен 46 km јужно од града. Аеродром се, пак, налази много ближе валонском граду Шарлроа, свега 7 km северно. По овом граду се и аеродром неслужбено назива.
Аеродром је други по промету у Белгији - 2018. године кроз њега је прошло више од 8 милиона путника. Овај аеродром махом опслужују нискотарифне авио-компаније, од којих „Рајанер” има овде своје авио-чвориште.